# Dekanat śródmiejski
Dekanat śródmiejski – jeden z 25 dekanatów rzymskokatolickich archidiecezji warszawskiej wchodzącej w skład metropolii warszawskiej. 

## Parafie dekanatu śródmiejskiego
W skład dekanatu wchodzi 9 parafii:
- Parafia Wszystkich Świętych w Warszawie
- Parafia św. Barbary w Warszawie
- Parafia Najświętszego Zbawiciela w Warszawie
- Parafia św. Aleksandra w Warszawie
- Parafia św. Teresy od Dzieciątka Jezus na Tamce w Warszawie
- Parafia Świętej Trójcy na Solcu w Warszawie
- Parafia Matki Boskiej Częstochowskiej w Warszawie
- Parafia św. Andrzeja Apostoła w Warszawie
- Parafia św. Antoniego z Padwy w Warszawie[1]